# Togbui-Adja Ayi
Togbui-Adja Ayi ou Togbui-Agni est le premier roi du royaume de Tado (dans la région située au sud-est de Notsé) au centre du Pays-Adja.  
C’est également l’ancêtre historique de tous les peuples Adjas : les Fon, les Goun, les Éwé, les Aja, les Phla-Pheda, les Guin, les Aïzo et les Kotafon. Togbui-Adja Ayi est également le père des langues gbe.